# Thor: Ragnarok
Thor: Ragnarok – amerykański film akcji z elementami science fantasy z 2017 roku na podstawie serii komiksów o superbohaterze o imieniu Thor wydawnictwa Marvel Comics. Za reżyserię filmu odpowiadał Taika Waititi na podstawie scenariusza Erica Perasona, Craiga Kyle’a i Christophera Yosta. Tytułową rolę zagrał Chris Hemsworth, a obok niego w rolach głównych wystąpili: Tom Hiddleston, Cate Blanchett, Idris Elba, Jeff Goldblum, Tessa Thompson, Karl Urban, Mark Ruffalo i Anthony Hopkins.
Główny bohater, Thor, musi pokonać Hulka w walce gladiatorów na planecie Sakaar, aby móc powrócić do Asgardu i uratować go przed Helą i Ragnarökiem.
Thor: Ragnarok wchodzi w skład III Fazy Filmowego Uniwersum Marvela. Jest to siedemnasty film należący do tej franczyzy, tworząc jej pierwszy rozdział zatytułowany Saga Nieskończoności. Jest on kontynuacją filmów Thor z 2011 oraz Thor: Mroczny świat z 2013 roku. Czwarta część, Thor: Miłość i grom miała premierę w 2022 roku.
Światowa premiera filmu miała miejsce 10 października 2017 roku w Los Angeles. W Polsce zadebiutował on 25 października tego samego roku. Przy budżecie 180 milionów dolarów Thor: Ragnarok zarobił prawie 855 milionów dolarów. Film otrzymał również pozytywne oceny od krytyków.

## Streszczenie fabuły
Dwa lata po bitwie w Sokowii, Thor zostaje uwięziony przez Surtura, ognistego demona, który ujawnia mu, że Odyna nie ma w Asgardzie. Informuje go też, że Asgard zostanie wkrótce zniszczony podczas przepowiadanego Ragnaröku, kiedy jego korona połączy się z Wiecznym Płomieniem, który się tam znajduje. Thor uwalnia się, pokonuje Surtura i zabiera jego koronę.
Thor powraca do Asgardu, aby spotkać się z Heimdallem i odkrywa, że jego brat Loki podszywa się pod Odyna. Po zdemaskowaniu Lokiego Thor zmusza go do pomocy w odnalezieniu ojca. Dzięki wskazówkom od Stephena Strange’a odnajdują Odyna w Norwegii. Odyn informuje ich, że umiera, a Ragnarök, pomimo wysiłków Thora, jest nieuchronny. Mówi im, że jego śmierć uwolni jego pierworodną córkę Helę z więzienia, w którym została zamknięta dawno temu. Hela była przywódczynią armii Asgardu, która razem z Odynem dążyła do podboju Dziewięciu Krain. Mimo to Odyn uwięził ją i wymazał z historii z obawy przed jej ambicjami i potęgą. Odyn umiera, a po chwili pojawia się Hela i niszczy młot Thora, Mjølner. Kiedy Loki i Thor próbują uciec przez Bifröst, wyrusza za nimi w pościg. Loki i Thor zostają wypchnięci w czasoprzestrzeń. Hela, po przybyciu do Asgardu, pokonuje armię i zabija Trzech Wojowników, po czym wskrzesza starożytnych zmarłych, którzy kiedyś z nią walczyli, w tym jej gigantycznego wilka Fenrisa. Mianuje Skurge’a na jej osobistego kata. Hela planuje wykorzystać Bifröst do rozszerzenia imperium Asgardu, jednak Heimdall wykrada miecz kontrolujący most i zaczyna ukrywać pozostałych Asgardczyków.
Thor rozbija się na Sakaarze, planecie śmieci otoczonej tunelami czasoprzestrzennymi. Handlarz niewolników oznaczony jako Scrapper 142 obezwładnia go i sprzedaje jako gladiatora władcy Sakaaru, Arcymistrzowi. Okazuje się, że wcześniej trafił tam też Loki, który towarzyszy Arcymistrzowi. Thor odkrywa, że Scrapper 142 to Walkiria, jedna z legendarnych kobiet wojowników, które poległy w walce z Helą dawno temu. Thor zostaje zmuszony do walki gladiatorów na arenie Arcymistrza, podczas której okazuje się, że jego przeciwnikiem jest Hulk. Thor, wzywając błyskawice, zyskuje przewagę, ale Arcymistrz sabotuje walkę, aby zapewnić zwycięstwo Hulkowi. Po walce, Thor próbuje przekonać Hulka i Walkirię, aby pomogli mu uratować Asgard, ale żadne z nich nie jest zainteresowane. W końcu udaje mu się uciec z pałacu i znajduje quinjeta, którym Hulk dostał się na Sakaar. Hulk wyrusza za Thorem do quinjeta, gdzie nagranie Natashy Romanoff powoduje, że po raz pierwszy od bitwy w Sokowii przekształca się z powrotem w Bruce’a Bannera.
Arcymistrz rozkazuje Walkirii i Lokiemu odnaleźć Thora i Hulka. Między Lokim a Walkirią dochodzi do kłótni, a Loki wywołuje u niej wspomnienia śmierci jej towarzyszek z rąk Heli. Walkiria decyduje się pomóc Thorowi i bierze Lokiego do niewoli. Nie chcąc zostać na planecie Loki pomaga im w kradzieży jednego ze statków Arcymistrza. Uwalniają pozostałych gladiatorów, którzy zbuntowani przez Korga i Mieka organizują rewolucję przeciwko Arcymistrzowi. Loki ponownie próbuje zdradzić swojego brata, ale Thor przewiduje to i zostawia go na Saakarze. Korg, Miek i gladiatorzy wkrótce go odnajdują. Thor, Banner i Walkiria uciekają przez tunel czasoprzestrzenny do Asgardu, gdzie siły Heli atakują Heimdalla i pozostałych Asgardczyków, aby odzyskać miecz kontrolujący Bifröst. Banner ponownie przemienia się w Hulka i pokonuje Fenrisa, a Thor i Walkiria walczą z Helą i jej wojownikami. Loki razem z gladiatorami pojawia się na miejscu i ratuje mieszkańców, a skruszony Skurge poświęca się, aby umożliwić im ucieczkę. Thor w starciu z Helą traci prawe oko, po czym ma wizję ojca, który pomaga mu zrozumieć, że tylko Ragnarök może powstrzymać Helę. Wysyła Lokiego, aby umieścił koronę Surtura w Wiecznym Płomieniu. Surtur odradza się i niszczy Asgard, zabijając Helę i siebie, a uchodźcy uciekają.
Na pokładzie statku kosmicznego Arcymistrza, Thor obejmuje tron, godzi się z Lokim i postanawia zabrać swój lud na Ziemię. W scenie pomiędzy napisami zostają przechwyceni przez duży statek kosmiczny. W scenie po napisach, obalony Arcymistrz konfrontuje się ze swoimi dawnymi poddanymi.

## Obsada
| Polski dubbing |
| • Piotr Grabowski jako Thor • Marcin Bosak jako Loki • Magdalena Cielecka jako Hela • Mirosław Zbrojewicz jako Heimdall • Wiktor Zborowski jako Arcymistrz • Michalina Łabacz jako Walkiria • Jacek Rozenek jako Skurge • Grzegorz Damięcki jako Bruce Banner / Hulk • Henryk Talar jako Odyn |

- Chris Hemsworth jako Thor, następca tronu Asgardu, syn Odyna i Friggi; jego bronią jest młot Mjølner, dzięki któremu może wzywać pioruny oraz nimi władać[6].
- Tom Hiddleston jako Loki, adoptowany brat Thora[6].
- Cate Blanchett jako Hela, starsza siostra Thora, bogini śmierci, która wydostaje się z więzienia[7][8].
- Idris Elba jako Heimdall, asgardzki wartownik pilnujący mostu Bifröst[8].
- Jeff Goldblum jako Arcymistrz, istota pozaziemska, która lubi manipulować niższymi formami życia, takimi jak ludzie. Władca planety Sakaar[8].
- Tessa Thompson jako Walkiria / Scrapper 142, asgardska wojowniczka, która lubi sobie wypić. Ukrywa się ona na Sakaarze, gdzie współpracuje z Arcymistrzem[8][9].
- Karl Urban jako Skurge, asgardski wojownik, który zostaje mianowany na kata przez Helę[8].
- Mark Ruffalo jako Bruce Banner / Hulk, naukowiec specjalizujący się w dziedzinach: biochemii, fizyki nuklearnej i promieniowania gamma. Banner posiada możliwość transformacji w Hulka – zielonego olbrzyma o nadludzkiej sile i wytrzymałości[10].
- Anthony Hopkins jako Odyn, władca Asgardu, mąż Friggi, ojciec Thora i Heli oraz przybrany ojciec Lokiego[8].

W filmie wystąpili również: Zachary Levi, Tadanobu Asano i Ray Stevenson, którzy ponownie zagrali Trzech Wojowników: Fandrala, Hoguna i Volstagga; Benedict Cumberbatch jako Stephen Strange, były neurochirurg, który zajmuje się magią; Rachel House jako Topaz, współpracowniczka Arcymistrza oraz Luke Hemsworth, Sam Neill i Matt Damon jako asgardcy aktorzy, którzy odgrywają w sztuce postacie Thora, Odyna i Lokiego.
Reżyser filmu, Taika Waititi, zagrał przy pomocy technologii motion capture dwie postacie: Korga, z którym Thor zaprzyjaźnił się na Saakarze i demona Surtura; użyczył także głosu temu pierwszemu. Clancy Brown podłożył głos Surturowi. Stephen Murdoch zagrał towarzysza Korga, Mieka, również za pomocą technologii przechwytywania ruchu.
W roli cameo pojawił się twórca komiksów Marvel Comics, Stan Lee jako fryzjer na Sakaarze. W filmie wykorzystano także fragment z filmu Avengers: Czas Ultrona ze Scarlett Johansson jako Natasha Romanoff. W filmie pojawił się również wilk Fenris.

## Produkcja

### Rozwój projektu

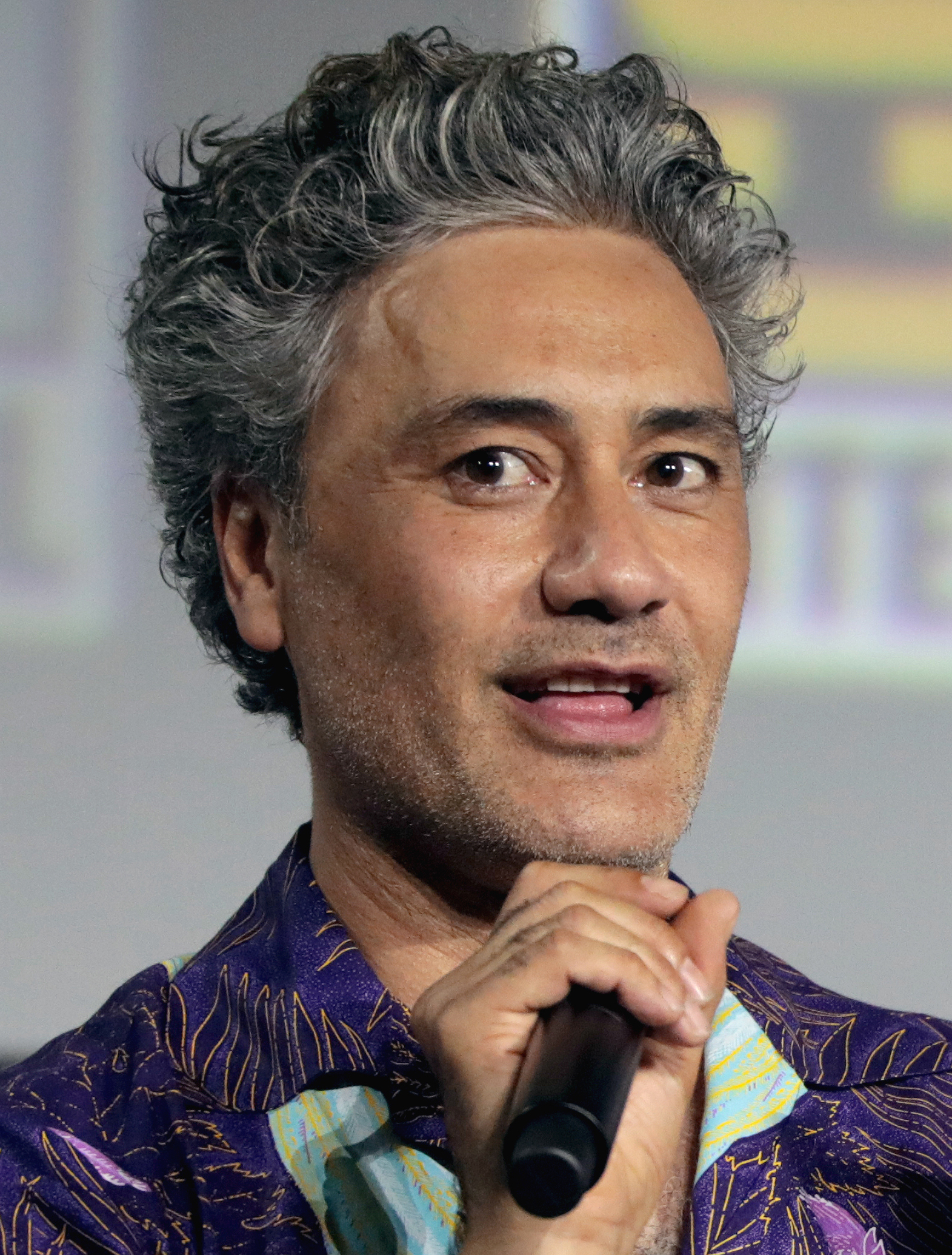
Taika Waititi, reżyser filmu

Po premierze Thor: Mroczny świat w październiku 2013 roku Kevin Feige poinformował, że planowana jest jego kontynuacja. W styczniu 2014 roku ogłoszono, że powróci on na stanowisko producenta, a do napisania scenariusza zostali zatrudnieni Craig Kyle i Christopher Yost. Prace nad filmem zostały oficjalnie potwierdzone podczas MarvelEvent, które odbyło się 28 października 2014 roku, gdzie przedstawiono skład filmów III Fazy Filmowego Uniwersum Marvela. Równocześnie ujawniono, że film będzie nosił tytuł Thor: Ragnarok, a amerykańska data premiery została wyznaczona na 28 lipca 2017 roku. W lutym 2015 roku została ona przesunięta na 3 listopada po ogłoszeniu współpracy Marvel Studios z Sony Pictures nad filmem Spider-Man: Homecoming i włączeniu tej postaci do MCU. W jednym z wywiadów Feige ujawnił, że wydarzenia trzeciej części będą miały miejsce po filmie Avengers: Czas Ultrona oraz potwierdził, że „Ragnarok” w kontekście filmu oznacza „koniec wszystkich rzeczy”.
W czerwcu, Feige poinformował, że wybór reżysera, scenarzysty oraz informacje o obsadzie pojawią się pod koniec lata. W październiku ujawniono, że Taika Waititi został zatrudniony na stanowisko reżysera filmu. W tym samym miesiącu minister spraw zagranicznych Australii, Julie Bishop, poinformowała, że film będzie kręcony w Queensland. Natomiast Annastacia Palaszczuk, premier tego stanu wyjawiła, że produkcja pochłonie 100 milionów AUD oraz da zatrudnienie 750 mieszkańcom tego stanu. W grudniu poinformowano, że scenariuszem zajmie się Stephany Folsom. Przedprodukcję filmu rozpoczęto w styczniu 2016 roku. W lipcu ujawniono, że poza komiksowym Ragnarökiem, film również inspirowany jest serią „Planet Hulk” z 2006 roku. W styczniu 2017 roku poinformowano, że scenariusz napisał Eric Pearson na podstawie historii stworzonej przez Kyle’a, Yosta i Stephany Folsom. Ostatecznie Yost i Kyle zostali uznani jako współautorzy scenariusza.

### Casting
W październiku 2014 roku poinformowano, że Chris Hemsworth jako Thor i Tom Hiddleston jako Loki powrócą w filmie. Rok później do obsady dołączył Mark Ruffalo jako Bruce Banner / Hulk. W grudniu roku poinformowano, że studio prowadzi negocjacje z Cate Blanchett. W styczniu 2016 roku potwierdzono udział aktorki, a miesiąc później ujawniono, że zagra Helę. W kwietniu do obsady dołączyła Tessa Thompson jako Walkiria. W maju poinformowano, że swoje role powtórzą Idris Elba jako Heimdall i Anthony Hopkins jako Odyn. Ujawniono również, że w filmie wystąpią Jeff Goldblum jako Arcymistrz i Karl Urban jako Skurge. W lipcu poinformowano, że w filmie pojawią się postacie Surtura i wilka Fenrisa. W sierpniu ujawniono, że swoje role powtórzą: Zachary Levi jako Fandral, Tadanobu Asano jako Hogun i Ray Stevenson jako Volstagg, a we wrześniu tego samego roku Sam Neill poinformował, że zagra w filmie.
W lutym 2017 roku ujawniono, że Taika Waititi również zagra w filmie. Reżyser później przyznał, że wystąpił za pomocą technologii motion capture dwie postacie. Pierwszą z nich był Korg, któremu użyczył również głosu, a drugą był Surtur. W lipcu poinformowano, że Clancy Brown podłożył głos tej postaci oraz że w filmie zagra Rachel House jako Topaz.

### Zdjęcia i postprodukcja

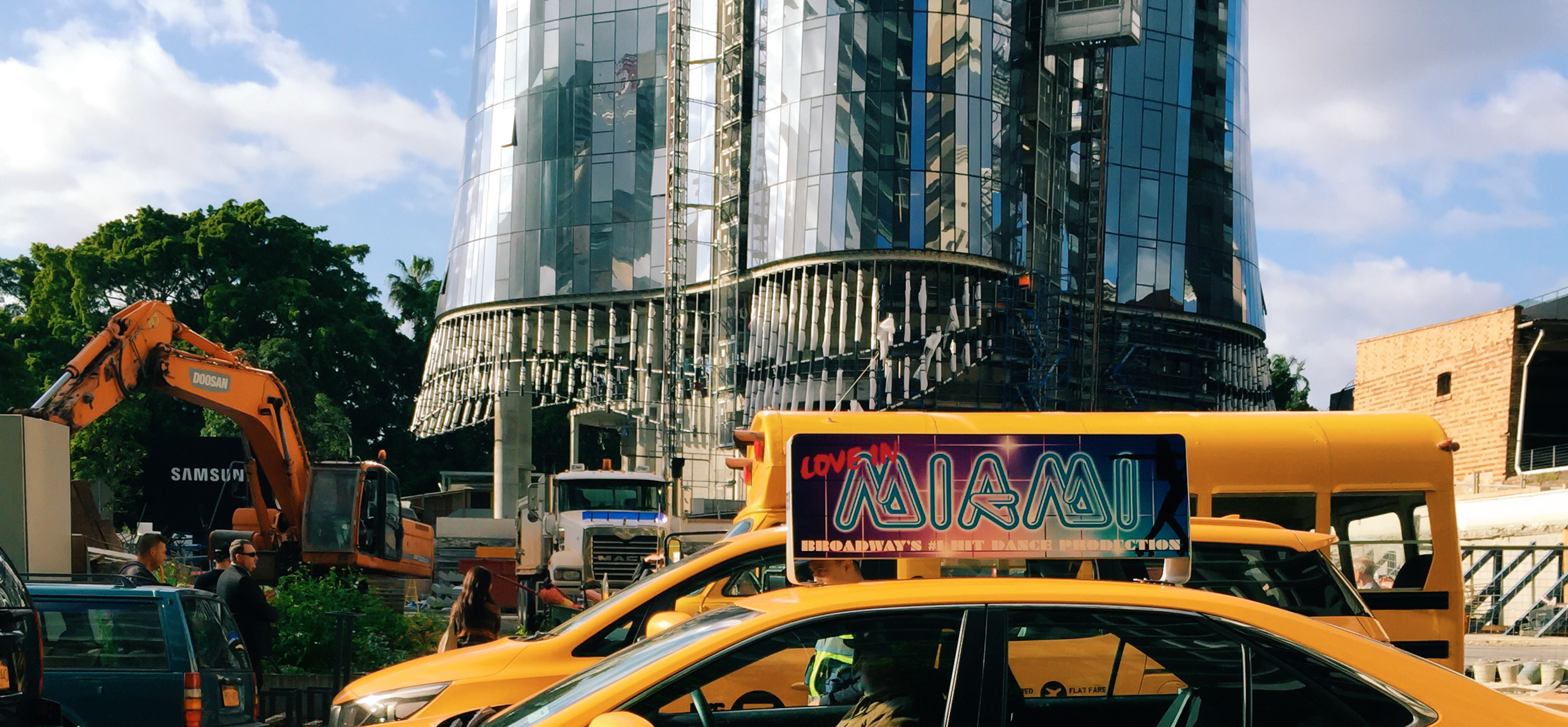
Plan zdjęciowy w Brisbane

Zdjęcia rozpoczęły się 4 lipca 2016 roku w Village Roadshow Studios w Gold Coast w Australii pod roboczym tytułem Creature Report. Część zdjęć zrealizowano w różnych lokacjach stanu Queensland, w tym między innymi w Tamborine National Park oraz na wyspie Dirk Hartog; zdjęcia wykonano także na nowozelandzkiej Wyspie Południowej . Pod koniec sierpnia nakręcono sceny w Brisbane, które imitowało Nowy Jork. Prace na planie zakończyły się 28 października. Za zdjęcia odpowiadał Javier Aguirresarobe. Scenografią zajął się Dan Hennah, a kostiumy zaprojektowała Mayes C. Rubeo.
Wnętrza quinjeta, które wykorzystano przy filmie Avengers z 2012 roku zostały przetransportowane na plan w Australii. Taika Waititi nakręcił sceny Thora ze Stephenem Strange’em przed zniszczeniem scenografii do filmu Doctor Strange. Część tego materiału wykorzystał także Scott Derrickson w scenie po napisach w swoim filmie. James Gunn wyreżyserował scenę z udziałem Stana Lee. Dodatkowe zdjęcia realizowano przez trzy tygodnie w lipcu 2017 roku w Atlancie.
Montażem zajęli się Joel Negron i Zene Baker. Efekty specjale zostały stworzone przez studia produkcyjne: Industrial Light & Magic, Method Studios, Framestore, Digital Domain, Rising Sun Pictures, Luma Pictures, Double Negative, Iloura, Image Engine, Trixter, Craft Apes, The Secret Lab, Whiskytree Studios, Perception, The Third Floor i Day for Nite , a odpowiadali za nie Jake Morrison i Cyndi Ochs.
Industrial Light & Magic pracowało nad walką Thora z Hulkiem, apartamentem Hulka i ucieczką Thora do quinjeta. Framestore stworzyło Asgard, pracowało nad wyglądem Hulka, Korga, Mieka i potężnego Surtura oraz nad sceną walki Hulka z Fenrisem. Digital Domain pracowało nad sekwencją pościgu na Sakaarze. Image Engine przygotowało sceny z Odynem w Norwegii i przybyciem Heli. Trixter zajęło się sceną Heli i Skurge’a w skarbcu oraz sceną Lokiego z Wiecznym Płomieniem. Rising Sun Pictures przygotowało między innymi retrospekcje walk Walkirii z Helą, a Luma Pictures nad scenami z Korgiem i Miekiem, w tym scenę spotkania z Thorem. Method Studios zajęło się sceną walki Thora z Surturem w Muspelheim oraz sceną wtargnięcia Heli do Asgardu i walki ze strażą. Double Negative stworzyło wygląd Sakaaru.

## Muzyka
W sierpniu 2016 roku poinformowano, że Mark Mothersbaugh został zatrudniony do skomponowania muzyki do filmu. Ścieżka dźwiękowa została nagrana w Abbey Road Studios w Londynie. Mothersbaugh połączył dźwięki syntezatora ze 100-osobową orkiestrą. Album z muzyką Mothersbaugha, Thor: Ragnarok Original Motion Picture Soundtrack, został wydany cyfrowo 20 października 2017 roku, a wersja CD pojawiła się na rynku 10 listopada tego samego roku dzięki Hollywood Records.
W filmie ponadto wykorzystano utwory: „Immigrant Song” zespołu Led Zeppelin, „Pure Imagination” z filmu Willy Wonka i fabryka czekolady z 1971 roku, „The Lonely Man” z serialu The Incredible Hulk oraz utwory z filmów Thor, Thor: Mroczny świat i Avengers: Czas Ultrona .
| Thor: Ragnarok Original Motion Picture Soundtrack – 2017 | Thor: Ragnarok Original Motion Picture Soundtrack – 2017 | Thor: Ragnarok Original Motion Picture Soundtrack – 2017 | Thor: Ragnarok Original Motion Picture Soundtrack – 2017 |
| Nr                                                       | Tytuł utworu                                             | Muzyka                                                   | Długość                                                  |
| -------------------------------------------------------- | -------------------------------------------------------- | -------------------------------------------------------- | -------------------------------------------------------- |
| 1.                                                       | „Ragnarok Suite”                                         | M. Mothersbaugh                                          | 8:53                                                     |
| 2.                                                       | „Running Short on Options”                               | M. Mothersbaugh                                          | 2:46                                                     |
| 3.                                                       | „Thor: Ragnarok”                                         | M. Mothersbaugh                                          | 1:09                                                     |
| 4.                                                       | „Weird Things Happen”                                    | M. Mothersbaugh                                          | 1:46                                                     |
| 5.                                                       | „Twilight of the Gods”                                   | M. Mothersbaugh                                          | 6:14                                                     |
| 6.                                                       | „Hela vs. Asgard”                                        | M. Mothersbaugh                                          | 4:30                                                     |
| 7.                                                       | „Where am I?”                                            | M. Mothersbaugh                                          | 1:39                                                     |
| 8.                                                       | „Grandmaster’s Chambers”                                 | M. Mothersbaugh                                          | 1:18                                                     |
| 9.                                                       | „The Vault”                                              | M. Mothersbaugh                                          | 3:47                                                     |
| 10.                                                      | „No One Escapes”                                         | M. Mothersbaugh                                          | 3:01                                                     |
| 11.                                                      | „Arena Fight”                                            | M. Mothersbaugh                                          | 3:32                                                     |
| 12.                                                      | „Where’s the Sword?”                                     | M. Mothersbaugh                                          | 4:33                                                     |
| 13.                                                      | „Go”                                                     | M. Mothersbaugh                                          | 1:43                                                     |
| 14.                                                      | „What Heroes Do”                                         | M. Mothersbaugh                                          | 1:37                                                     |
| 15.                                                      | „Flashback”                                              | M. Mothersbaugh                                          | 2:59                                                     |
| 16.                                                      | „Parade”                                                 | M. Mothersbaugh                                          | 2:20                                                     |
| 17.                                                      | „The Revolution Has Begun”                               | M. Mothersbaugh                                          | 1:47                                                     |
| 18.                                                      | „Sakaar Chase”                                           | M. Mothersbaugh                                          | 2:12                                                     |
| 19.                                                      | „Devil’s Anus”                                           | M. Mothersbaugh                                          | 4:52                                                     |
| 20.                                                      | „Asgard Is a People”                                     | M. Mothersbaugh                                          | 4:20                                                     |
| 21.                                                      | „Where To?”                                              | M. Mothersbaugh                                          | 2:22                                                     |
| 22.                                                      | „Planet Sakaar”                                          | M. Mothersbaugh                                          | 2:14                                                     |
| 23.                                                      | „Grandmaster Jam Session”                                | M. Mothersbaugh                                          | 3:16                                                     |
|                                                          |                                                          |                                                          | 1:12:50                                                  |

## Promocja

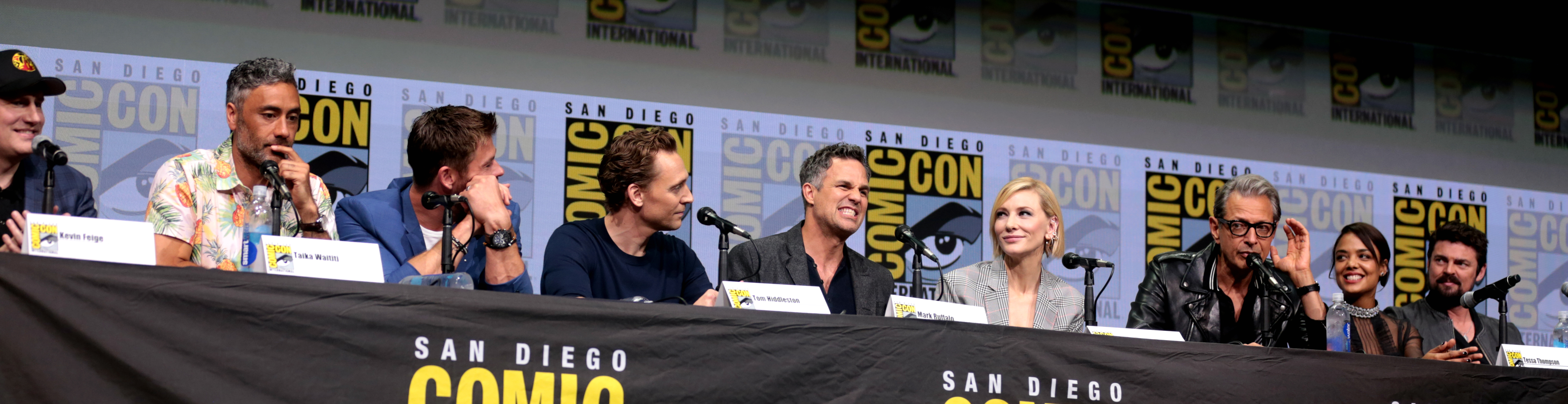
Obsada podczas San Diego Comic-Con 2017

23 lipca 2016 roku Kevin Feige zaprezentował grafiki koncepcyjne podczas panelu Marvel Studios na San Diego Comic-Conie. W marcu 2017 roku pokazano fragmenty filmu podczas CinemaConu. 10 kwietnia zaprezentowano pierwszy zwiastun filmu. Został on obejrzany 136 milionów razy i zapewnił sobie trzecie miejsce zaraz po zwiastunach do filmów Szybcy i wściekli 8 (139 milionów) i To (197 milionów) oraz równocześnie pierwsze miejsce wśród filmów dystrybuowanych przez Disneya, wyprzedzając filmy Piękna i Bestia (127 milionów) i Kapitan Ameryka: Wojna bohaterów (94 miliony).
W lipcu, podczas D23 Expo i San Diego Comic-Conu, zaprezentowano rekwizyty i kostiumy z filmu. Podczas konwentu w San Diego odbył się również panel studia, gdzie pojawili się Taika Waitti, Chris Hemsworth, Tom Hiddleston, Cate Blanchett, Mark Ruffalo, Jeff Goldblum, Tessa Thompson, Karl Urban i Rachel House. Wtedy został też zaprezentowany drugi zwiastun oraz fragmenty filmu. Na początku listopada, przed amerykańską premierą filmu, Hemsworth, Hiddleston, Blanchett, Goldblum, Ruffalo i Thompson wystąpili w The Late Late Show with James Corden, aby zaprezentować wersję „4D” filmu, która okazała się być wersją sceniczną, w której aktorzy odegrali swoje role z filmu. Pokazali oni kilka scen w niskobudżetowych kostiumach i z rekwizytami z kartonu.
Partnerami promocyjnymi filmu byli Red Robin, Synchrony Financial, United Healthcare, Renault, Screenvision Media, Dolby Laboratories, Synchrony Bank, American Association for the Advancement of Science, Broadcom Masters i Society for Science & the Public.
Komiksy powiązane
5 i 19 lipca oraz 2 i 16 sierpnia 2017 roku Marvel Comics wydało cztero-zeszytowy komiks Thor: Ragnarok Prelude, w którym znalazły się adaptacje filmów Incredible Hulk i Thor: Mroczny świat. Za scenariusz odpowiadał Will Corona Pilgrim, a za rysunki J.L. Giles.
Seria Team Thor
Podczas San Diego Comic-Conu w 2016 roku zaprezentowano mockument nakręcony przez Waittiego, pod tytułem Team Thor, który pokazuje, co robili Thor i Banner podczas wydarzeń w filmie Kapitan Ameryka: Wojna bohaterów. Pierwsza jego część została wydana na Blu-ray z tym filmem w sierpniu 2016 roku. Druga część mockumentu została wydana razem z filmem Doktor Strange i zatytułowana Team Thor: Part 2. Razem z filmem Thor: Ragnarok wydano trzecią cześć Team Darryl. W pierwszej części wystąpili: Hemsworth i Ruffalo oraz Daley Pearson jako Darryl Jacobson, współlokator Thora w Australii. W drugiej pojawili się Hemsworth i Pearson, a w trzeciej Pearson i Goldblum.

## Wydanie

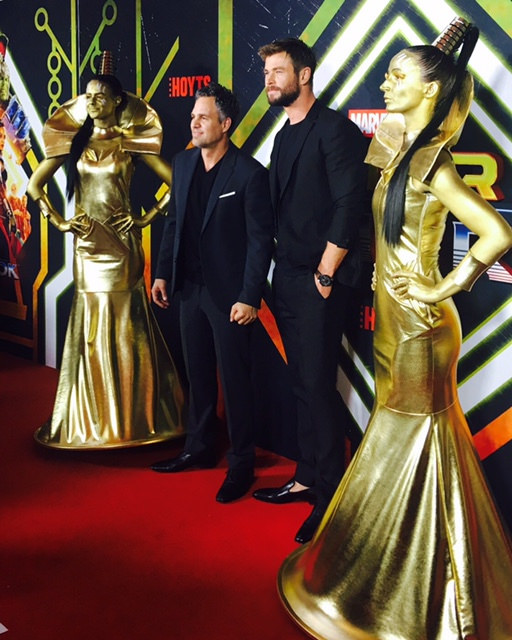
Chris Hemsworth i Mark Ruffalo podczas premiery w Sydney

Światowa premiera Thor: Ragnarok odbyła się 10 października 2017 roku w Los Angeles. Uroczysta premiera w Australii miała miejsce 13 października w Sydney. Podczas obu wydarzeń uczestniczyła obsada i produkcja filmu oraz zaproszeni specjalni goście. Premierom tym towarzyszył czerwony dywan oraz szereg konferencji prasowych.
Dla szerszej publiczności film zadebiutował 24 października 2017 roku w Wielkiej Brytanii. 25 października tego samego roku film pojawił się między innymi w Belgii, Szwajcarii, Francji, Korei Południowej, we Włoszech, na Tajwanie i w Polsce. W kinach w Australii, Brazylii, Meksyku i Nowej Zelandii dostępny był od 26 października. W Stanach Zjednoczonych, Kanadzie, Japonii, Indiach i Chinach zadebiutował 3 listopada.
Początkowo amerykańska data premiery zapowiedziana była na 28 lipca 2017 roku. Następnie po ogłoszeniu współpracy Marvel Studios z Sony Pictures i zapowiedzeniu Spider-Man: Homecoming premiera filmu została przesunięta na 3 listopada.
Film został wydany cyfrowo w Stanach Zjednoczonych 20 lutego 2018 roku przez Walt Disney Studios Home Entertainment, a 6 marca tego samego roku na nośnikach DVD i Blu-ray. W Polsce został on wydany 14 marca tego samego roku przez Galapagos.
5 listopada 2018 roku został wydany również w 11-dyskowej wersji kolekcjonerskiej Marvel Cinematic Universe: Phase Three Collection – Part 1, która zawiera 5 filmów rozpoczynających Fazę Trzecią, a 15 listopada następnego roku w specjalnej wersji zawierającej 23 filmy franczyzy tworzące The Infinity Saga.

## Odbiór

### Box office
Thor: Ragnarok, mając budżet wynoszący 180 milionów dolarów, w pierwszym tygodniu wyświetlania zarobił na świecie ponad 109 milionów dolarów. W Stanach Zjednoczonych i Kanadzie zarobił w weekend otwarcia ponad 122 miliony. Jego łączny przychód z biletów na świecie osiągnął prawie 855 milionów dolarów, z czego w Stanach Zjednoczonych i Kanadzie zarobił ponad 315 milionów.
Do największych rynków należały: Chiny (112,2 miliona), Wielka Brytania (41 milionów), Korea Południowa (35,1 miliona), Brazylia (30,5 miliona), Australia (27 milionów), Rosja (23,6 miliona), Meksyk (21,2 miliona), Francja (21,2 miliona) i Niemcy (19 milionów). W Polsce w weekend otwarcia film zarobił prawie 1,36 miliona dolarów, a w sumie ponad 4 miliony.

### Krytyka w mediach
Film spotkał się z pozytywną reakcją krytyków. W serwisie Rotten Tomatoes 93% z 429 recenzji uznano za pozytywne, a średnia ocen wystawionych na ich podstawie wyniosła 7,6/10. Na portalu Metacritic średnia ważona ocen z 51 recenzji wyniosła 74 punkty na 100. Natomiast według serwisu CinemaScore, zajmującego się mierzeniem atrakcyjności filmów w Stanach Zjednoczonych, publiczność przyznała mu ocenę A w skali od F do A+.
Peter Debruge z „Variety” stwierdził: „chociaż to niewiele mówi, Thor: Ragnarok jest bez wątpienia najlepszym z trzech filmów o Thorze – a może po prostu tak myślę, ponieważ jego scenarzyści i ja w końcu zgadzamy się co do jednego: filmy o Thorze są niedorzeczne”. Sheri Linden z „The Hollywood Reporter” napisał: „[…] pośród walk i bitew – na lądzie i morzu, na arenach i w powietrzu – to niezobowiązujący śmiech wzmacnia formułę komiksu. W ulotnym Ragnaroku nawet szok spowodowany ciężkimi obrażeniami ciała ulatnia się na naszych oczach”. Zdaniem Jamesa Dyera z „Empire Magazine” Thor: Ragnarok to „najbardziej skandalicznie zabawny film, jaki Marvel kiedykolwiek wyprodukował”. Peter Travers z magazynu „Rolling Stone” napisał: „Reżyser Taika Waititi zamienia najnowszy film w zabawną komedię z kumplami, kosmiczną igraszkę i jeden z najlepszych filmów Marvela”. Richard Roeper z „Chicago Sun-Times” stwierdził: „Jedyną rzeczą, która podobała mi się bardziej niż komizm w Thor: Ragnarok, była kulminacyjna sekwencja bitewna idealnie zsynchronizowana z Immigrant Song Led Zeppelin”. Justin Chang z „Los Angeles Times” napisał: „Ten Thor to nie tylko bóg piorunów; jest także anty-Samsonem. Utrata wszystkich włosów mogła tylko zwiększyć jego urok, choć czas pokaże tylko, czy utrzyma go w wielu, wielu filmach Marvela, które są przed nim. Niekończąca się historia trwa”.
Łukasz Muszyński z portalu Filmweb zauważył, że „autorski stempel Waititiego najmniej widoczny jest w scenach akcji bazujących do znudzenia na schemacie huzia na Józia!. Jednak nawet wtedy reżyser potrafi uatrakcyjnić rozwałkę niezłym żartem bądź bezbłędnie dobraną piosenką (Led Zeppelin nigdy za wiele!). Słowem, robi wszystko, abyś, drogi Widzu, wyszedł z kina z szerokim uśmiechem. Trudno wymagać od niego więcej”. Krzysztof Pielaszek z IGN Polska napisał: „W gruncie rzeczy Thor: Ragnarok to dziecko powstałe z miłości. Widać w nim uwielbienie dla kina oraz postaci z tego uniwersum. W świetny sposób kończy on wątki rozpoczęte lata temu oraz zapowiada nadchodzące wydarzenia. Pokazuje też, że pracując dla Marvel Studios, można nakręcić film, który zawierać będzie też elementy charakterystyczne dla danego reżysera. Jednocześnie nie jest pozbawiony wad. To taki film, który pokochacie albo on was od siebie odrzuci. Na pewno jednak o nim nie zapomnicie”. Natalia Hluzow z Antyradia stwierdziła: „Filmowy świat superherosów umiera. Ale za to w jakim stylu! Taika Waititi serwuje nam najśmieszniejszy koniec świata, po którym nie można już wrócić do tego, co było. Można tylko narodzić się na nowo”. Urszula Schwarzenberg-Czerny z tygodnika „Polityka” napisała, że Thor: Ragnarok to „najlepsza superprodukcja Marvela o nordyckim bogu piorunów Thorze”. Dawid Muszyński z NaEkranie.pl z większym sceptycyzmem stwierdzał, iż: „nowa propozycja od Disneya i Marvela cieszy oko efektami specjalnymi i wywołuje szczery śmiech dialogami. Tylko nad fabułą mógłby ktoś bardziej popracować, bo w pewnym momencie strasznie się ona rozłazi”.

### Nagrody i nominacje
| Rok  | Ceremonia                           | Kategoria                                                                       | Nominowani                                                | Rezultat  | Przypis       |
| ---- | ----------------------------------- | ------------------------------------------------------------------------------- | --------------------------------------------------------- | --------- | ------------- |
| 2017 | Golden Trailer Awards               | Najlepsza muzyka w zwiastunie filmowym                                          | Thor: Ragnarok                                            | Nominacja | [ 94 ]        |
| 2017 | Golden Trailer Awards               | Najlepsza grafika tytułowa                                                      | Thor: Ragnarok                                            | Nominacja | [ 94 ]        |
| 2017 | IGN Summer Movie Awards             | Najlepsza komedia                                                               | Thor: Ragnarok                                            | Wygrana   | [ 95 ]        |
| 2017 | IGN Summer Movie Awards             | Najlepsza komedia – wybór widzów                                                | Thor: Ragnarok                                            | Wygrana   | [ 95 ]        |
| 2017 | Washington D.C. Film Critics Awards | Najlepsza rola za pomocą technologii przechwytywania ruchu                      | Taika Waititi                                             | Nominacja | [ 96 ]        |
| 2018 | Critics’ Choice Awards              | Najlepszy film akcji                                                            | Thor: Ragnarok                                            | Nominacja | [ 97 ]        |
| 2018 | Critics’ Choice Awards              | Najlepszy aktor w komedii                                                       | Chris Hemsworth                                           | Nominacja | [ 97 ]        |
| 2018 | Critics’ Choice Awards              | Najlepsze efekty specjalne                                                      | Thor: Ragnarok                                            | Nominacja | [ 97 ]        |
| 2018 | NAACP Image Awards                  | Wybitna aktorka drugoplanowa                                                    | Tessa Thompson                                            | Nominacja | [ 98 ] [ 99 ] |
| 2018 | NAACP Image Awards                  | Wybitna aktor drugoplanowy                                                      | Idris Elba                                                | Wygrana   | [ 98 ] [ 99 ] |
| 2018 | Black Reel Awards                   | Najlepsza aktorka drugoplanowa                                                  | Tessa Thompson                                            | Nominacja | [ 100 ]       |
| 2018 | Amerykańskia Gildia Kostiumologów   | Najlepsze kostiumy w filmie Sci-Fi / Fantasy                                    | Mayes C. Rubeo                                            | Nominacja | [ 101 ]       |
| 2018 | VES Awards                          | Najlepsza kompozycja w filmie aktorskim                                         | Gavin McKenzie, David Simpson, Owen Carroll, Mark Gostlow | Nominacja | [ 102 ]       |
| 2018 | VES Awards                          | Najlepsze wirtualne zdjęcia w filmie aktorskim                                  | Hubert Maston, Arthur Moody, Adam Paschke, Casey Schatz   | Nominacja | [ 102 ]       |
| 2018 | Golden Reel Awards                  | Najlepszy montaż dźwięku w filmie pełnometrażowym – efekty i imitacje dźwiękowe | Thor: Ragnarok                                            | Nominacja | [ 103 ]       |
| 2018 | Kids’ Choice Awards                 | Ulubiony aktor filmowy                                                          | Chris Hemsworth                                           | Nominacja | [ 104 ]       |
| 2018 | Golden Trailer Awards               | Najlepszy zwiastun dla filmu fantasy / przygodowego                             | Thor: Ragnarok                                            | Nominacja | [ 105 ]       |
| 2018 | Golden Trailer Awards               | Najlepszy spot telewizyjny dla filmu fantasy / przygodowego                     | Thor: Ragnarok                                            | Nominacja | [ 105 ]       |
| 2018 | Golden Trailer Awards               | Najlepszy plakat dla filmu akcji                                                | Thor: Ragnarok                                            | Nominacja | [ 105 ]       |
| 2018 | Empire Awards                       | Najlepszy film                                                                  | Thor: Ragnarok                                            | Nominacja | [ 106 ]       |
| 2018 | Empire Awards                       | Najlepszy film fantastycznonaukowy / fantasy                                    | Thor: Ragnarok                                            | Nominacja | [ 106 ]       |
| 2018 | Empire Awards                       | Najlepszy reżyser                                                               | Taika Waititi                                             | Nominacja | [ 106 ]       |
| 2018 | Empire Awards                       | Najlepszy przełomowy występ aktorki                                             | Tessa Thompson                                            | Nominacja | [ 106 ]       |
| 2018 | Empire Awards                       | Najlepsza scenografia                                                           | Thor: Ragnarok                                            | Nominacja | [ 106 ]       |
| 2018 | Empire Awards                       | Najlepsze efekty specjalne                                                      | Thor: Ragnarok                                            | Nominacja | [ 106 ]       |
| 2018 | Empire Awards                       | Najlepsza charakteryzacja                                                       | Thor: Ragnarok                                            | Nominacja | [ 106 ]       |
| 2018 | Empire Awards                       | Najlepsze kostiumy                                                              | Mayes C. Rubeo                                            | Nominacja | [ 106 ]       |
| 2018 | MTV Movie & TV Awards               | Najlepsza postać kradnąca sceny                                                 | Taika Waititi                                             | Nominacja | [ 107 ]       |
| 2018 | MTV Movie & TV Awards               | Najlepsza walka                                                                 | Mark Ruffalo, Chris Hemsworth                             | Nominacja | [ 107 ]       |
| 2018 | Saturn Awards                       | Najlepsza adaptacja komiksu                                                     | Thor: Ragnarok                                            | Nominacja | [ 108 ]       |
| 2018 | Saturn Awards                       | Najlepsza aktorka drugoplanowa                                                  | Tessa Thompson                                            | Nominacja | [ 108 ]       |
| 2018 | Teen Choice Awards                  | Ulubiony film science-fiction                                                   | Thor: Ragnarok                                            | Nominacja | [ 109 ]       |
| 2018 | Teen Choice Awards                  | Ulubiony aktor w filmie science-fiction                                         | Chris Hemsworth                                           | Wygrana   | [ 109 ]       |
| 2018 | Teen Choice Awards                  | Ulubiony aktor w filmie science-fiction                                         | Mark Ruffalo                                              | Nominacja | [ 109 ]       |
| 2018 | Teen Choice Awards                  | Ulubiona aktorka w filmie science-fiction                                       | Tessa Thompson                                            | Nominacja | [ 109 ]       |
| 2018 | Teen Choice Awards                  | Ulubiony czarny charakter                                                       | Cate Blanchett                                            | Nominacja | [ 109 ]       |
| 2018 | Teen Choice Awards                  | Ulubiona postać kradnąca sceny                                                  | Taika Waititi                                             | Nominacja | [ 109 ]       |
| 2018 | Teen Choice Awards                  | Ulubiona postać kradnąca sceny                                                  | Tom Hiddleston                                            | Nominacja | [ 109 ]       |
| 2018 | Hugo Awards                         | Najlepsza prezentacja dramatyczna (długa forma)                                 | Thor: Ragnarok                                            | Nominacja | [ 110 ]       |
| 2018 | Hollywood Professional Association  | Najlepsze efekty specjalne                                                      | Kyle McCulloch, Alexis Wajsbrot, Ben Loch, Harry Bardak   | Nominacja | [ 111 ]       |

## Kontynuacja
W lipcu 2019 roku poinformowano, że Taika Waititi zajmie się reżyserią kontynuacji. W tym samym miesiącu Kevin Feige oficjalnie zapowiedział Thor: Miłość i grom. Waititi odpowiadał również za jego scenariusz. Film miał premierę w 2022 roku. W tytułowej roli powrócił ponownie Hemsworth, a obok niego w głównych rolach wystąpili: Thompson, Portman, Alexander, Christian Bale i Russell Crowe.
Hemsworth ponadto zagrał Thora w filmach Avengers: Wojna bez granic z 2018 i Avengers: Koniec gry z 2019.